# 援助交際
援助交際（日语：／ enjokōsai *）簡稱援交，是源自日本的一個委婉语，指未成年人為獲得金錢而答應與成年人約會。從字面上望文生義似乎未伴有性接觸，現今意義卻成為未成年人自行尋找客人進行性交易的代名詞。
依據中華民國內政部警政署刑事警察局的定義，援交是一種特殊的「雙向互動」情色性交易：「未成年人（特別是尚未走向社會的「中學生」）接受成年人的『援助』，包括金錢、服裝、飾品和食物等物質享受；成年人接受未成年人的『援助』——性的奉獻。」
現時援交並不限於少女向成年人賣春，也有少男向成年人賣春，顧客通常是家庭關係不佳的中年婦女或男同性戀。
在日本，有些初中女學生通過網路、電話等聯絡方式，尋找陌生人進行援交。參與援交的未成年人認為，在交友過程中具備自主选择權、並與對方有所溝通、交流和了解，是這種活動得以開展和持續的前提；相較之下，他們除了對於約會與婚前性行為的人際概念似乎並不深厚，也不太明瞭這樣是否涉及被法律所禁止的性交易。
至於未成年人找成年人進行性交易而給予成年人金錢就是「逆援助交際」（簡稱「逆援」），由於未成年人經濟地位提高以及性觀念的開放，這現象便有所增長，當中主要是多金少女找尋成年男子以排解慾望，另也有男學生援助少婦的情況。

## 歷史
援助交際行為最早於1985年在東京，伴隨男來店女來電的「電話交友」營業場所風行而出現。後來有學生借助深夜播出的電視交友節目而達到援交的目的。援交未成年人的問題，最早由《朝日新聞》晚報於1994年9月20日報導。关于“援助交际”在女高中生中的参与比例有两份数据，一是1996年10月东京都政府相关部门针对东京5500名女中学生所做的问卷调查（得到的有效回答问卷是1291份），其中高中生回答“有”的比例占4.4%，初中生是3.8%。二是财团法人“亚洲女性和平国民基金会”于1997年10月针对首都圈960名女高中生（15-18岁）所做的问卷调查（有效回答600份），其中约5%的人回答“有”。不过这2份调查都是在援助交际最盛行的东京地区抽样的，在日本其他地区应该没这么高比例。
在2015年10月期間，聯合國特使布基契奧（Maud de Boer-Buquicchio）發表報告指日本有13%的女中學生從事過援助交際，但日本政府指報告失實並提出抗議。事後也親口證實13%是沒有證據支持的數據，撤回報告並道歉。

### 神待少女
神待少女（日语：神待ち少女）是指日本离家出走的少女。她们会徘徊在街上，并在SNS以及专门的论坛上发布讯息，寻找任何可以带她们回家过夜的人，并将这些人称为“神”。在各种缘由之下，大多数情况下会演变成靠色相换取生活所需。“神”有时会“承诺”少女她们仅需要做一些简单的事情，指示女孩留下信纸，假装是自愿离家出走，并让她们删除网络历史记录，命令她们不要与朋友联系。在某些情况下，会让她们定期联系父母，以让他们“放心”。爱知县等地区的警方通过网络巡逻等方式，发送警告信，以对该种现象进行整治。

### 爸爸活
爸爸活（パパ活）是指日本女性專門找富有男性约会、一起购物並藉此獲取金錢。也有年轻男性从事爸爸活。2021年就发生了一起21岁的男大学生与37岁男性約會后被刺杀的案件。爸爸活的參與者之間不一定會發生性關係。

## 援交在亞洲的蔓延
援交的風氣亦由日本吹到韓國、台灣、香港、中國大陸及東南亞國家。

### 香港
自2000年代起，援交網站在香港紛紛出現，使未成年人（尤其是女性）得以在網上與客人討價及相約，導致「援助交際」開始成為一個嚴重的社會問題，直至王嘉梅命案發生後，這個問題才真正被社會人士所重視。在香港，這群以女生為群體的未成年「援交女」一般被人戲稱為「老泥妹」，皆因她們平時不愛回家，只靠與其他人進行性交易之後才有機會洗澡，所以常常「成身老泥」（滿身都是汙垢）。

### 中国大陆
援交在中国大陆经济发达城市上海、北京、深圳、珠海、广州、佛山等地均有案例。援交在中华人民共和国属于违法行为，北京警方曾经进行严打，上海检方在2011年10月披露了一宗20多名中学生参与的援交案件。

### 新加坡
由於赴新求學的國際學生日漸增多，當中有不少華裔女學生，通過微信（或其它移動在線交友平台）散佈性交易訊息，進而聯繫附近潛在的客人，以便保持聯絡與暗中交易。

## 詐騙
由於許多援交是透過網路論壇尋找對象，在現實世界中並不一定看過彼此，因此「假援交真詐騙」的情形層出不窮。

## 網路語言
「PTGF」為英文直接縮寫，全寫為「Part Time Girl Friend」，中譯「兼職女情人」，實解作進行援助交際的少女，常見於討論區與社交網站等，尤其是援助交際專題網站。因為內容較為敏感，而且可能不合法，為了規避管方（父母、學校等）、執法部門（警方、保護兒童組織等）和過濾軟件等的關注（突破網絡審查），而使用的字眼。

## 相關作品
- 1997年原田真人執導電影《澀谷24小時》以此為主題。
- 1998年由金城武、深田恭子所主演的日本電視劇《神啊！請多給我一點時間》即是以援助交際與愛滋病為主題的故事。
- 《頭文字D》電影版及原作中的茂木夏树就是援交少女。
- 2000年的韓國電影《在大學路賣春的女高生被碎屍後還在大學路》亦與援交少女相關。
- 著名韩国导演金基德的作品《撒玛利亚城的少女》亦以援交为题材。
- 台灣電視劇《愛殺17》中由張韶涵飾演之主角徐宜靜/阿Cat即是援交少女。
- 2010年由佐佐木希主演的《出租天使》便是以援交為主題，主角為賺錢買手袋而出賣身體。
- 在日本有多本書籍出版論述「援助交際」這種社會現象。
- 香港電影《囡囡》、《微交少女》、《踏血尋梅》、《＃PTGF出租女友》。
- 香港電台電視劇《無愛之愛》
- 《變身 (漫畫)》，美籍日本漫画家新堂L创作的成人漫画，包含援助交际剧情，由于剧情残酷且晦暗而在网络上引起关注并形成网络迷因。

### 書目
- 中山美，《我的16歲援交手記 （页面存档备份，存于）》，2006年5月1日。ISBN 978-957-663-469-7
- 李奕，《援交告白》，2010年12月。ISBN 978-988-19815-1-6
- 紫藤、午夜藍，《就是援交——援交男女的故事及社會分析》，2010年12月。ISBN 978-988-18913-5-8
- 中華民國內政部警政署刑事警察局，《揭開網路假援交真詐欺真恐嚇的面紗》，2006年12月11日。
- 蔡元隆、施懿倩（2009）《網路援交少女對自我商品化建構之研究》。發表於2009年11月12-13日， 臺灣國立中央大學舉辦，第二屆Web 2.0與教育國際研討會  (ICWE 2009)。
- 蔡元隆（2010）《究竟誰被消費了？》─九位援交少女自我商品化之建構。樹德科技大學學報 ，12(1)，1-16。

## 外部連結
- 援交犯法嗎？ （页面存档备份，存于）